# Palais Caracciolo di Avellino
Pour les articles homonymes, voir Caracciolo.
Le palais Caracciolo d'Avellino est un édifice monumental de Naples situé Largo d'Avellino. 

## Histoire
Vers 350 environ, l'évêque de Naples, San Severo, érigea un monastère baptisé du nom de San Potito où se trouve actuellement le Largo d'Avellino. 
Devant le couvent, à la fin du XIVe siècle, la résidence de la famille Gambacorta fut érigée : à l'origine, il s'agissait d'un bâtiment purement médiéval, conçu par l'architecte Giacomo De Santis. De l'édifice d'origine, il reste encore une partie en piperno sur la via San Giovanni in Porta. 
La succession de l'édifice est probablement revenue à la personne de Lucrezia Gambacorta, épouse de Giovanni de 'Rossi. Plus tard, la famille de 'Rossi devint apparentée à celle des princes d'Avellino et la propriété du bâtiment fut partagée entre les deux familles. 

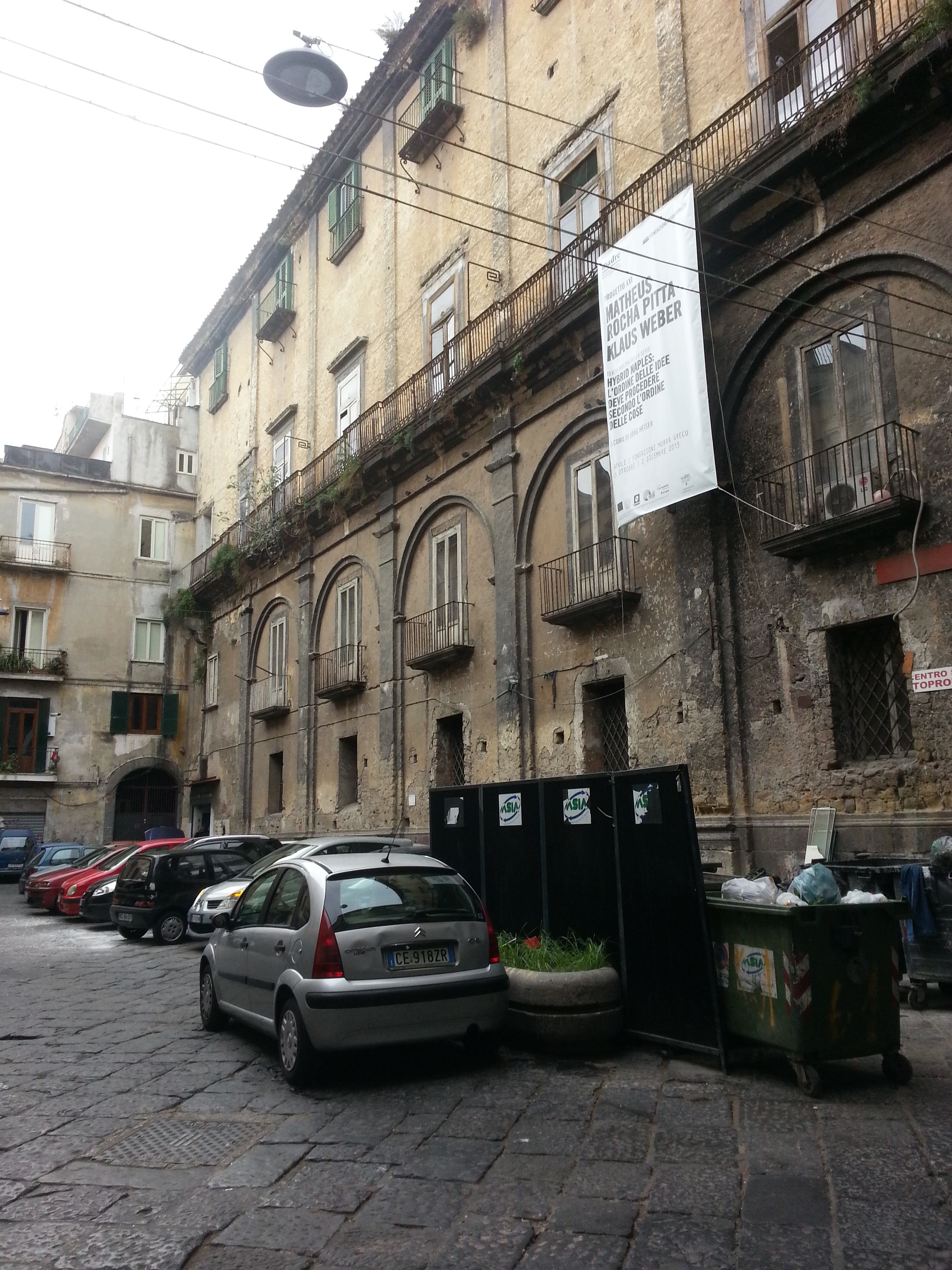
Les arches du couvent désaffecté de San Potito

La première restauration a eu lieu en 1522 à la demande des de 'Rossi.
Plus tard, le bâtiment fut cédé en partie à Torquato Tasso (dit Le Tasse), et en partie à Domizio Caracciolo, duc d’Atripalda, qui laissa ses biens à son neveu Camillo Caracciolo, prince d’Avellino. 
Après diverses vicissitudes juridiques dues à la division du bâtiment, toute la propriété passa en 1596 à la famille Caracciolo. 

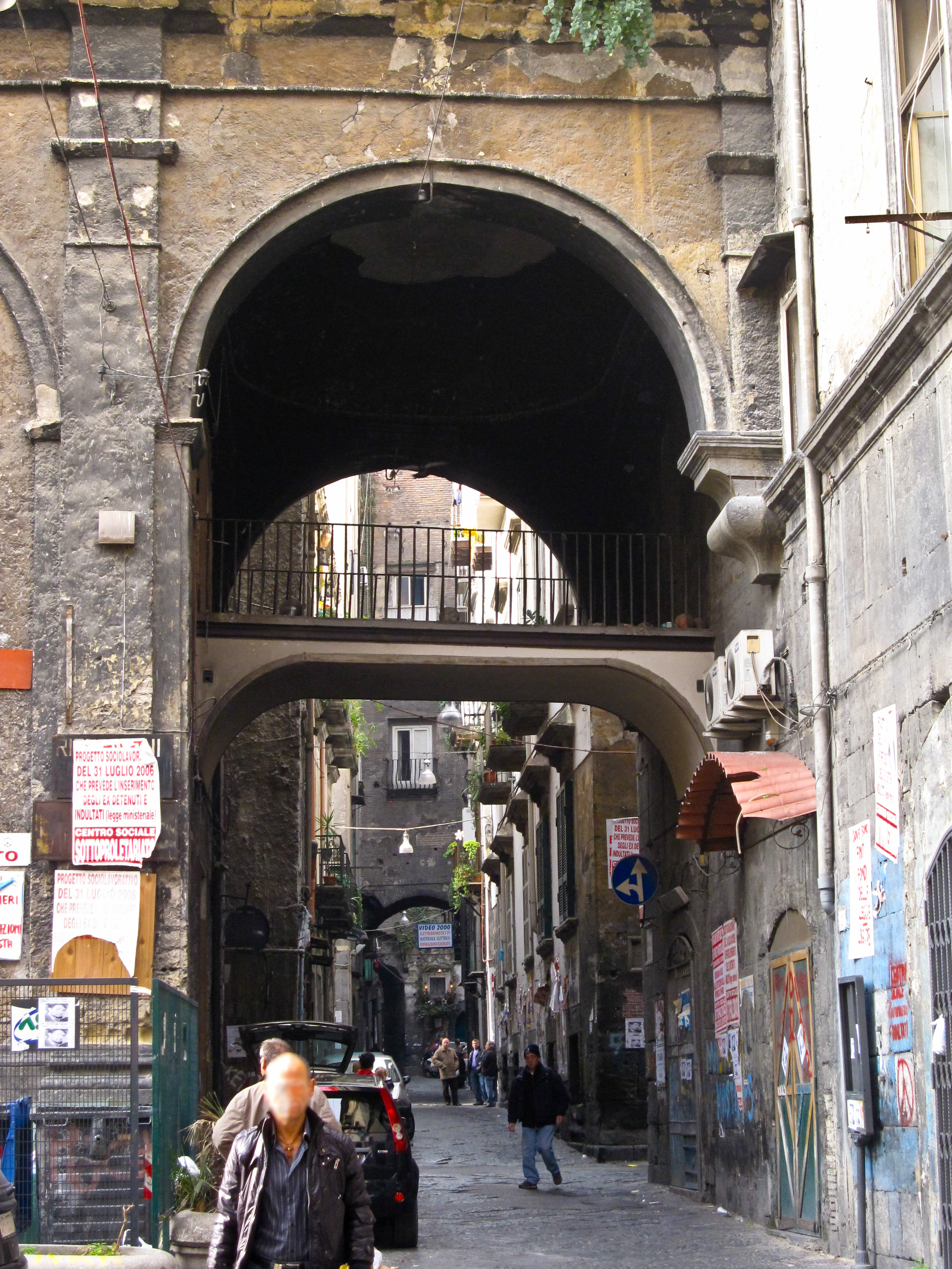
Le passage supérieur de la rue Anticaglia

En 1610, les religieuses de San Potito, avec l'autorisation du pape Paul V, vendirent leur monastère à Camillo Caracciolo. À partir de 1612, le palais Caracciolo di Avellino a été rénové et le grand escalier ouvert construit dans la cour d'origine. Le couvent a été annexé au palais avec l'intention de créer un grand complexe au tournant de la rue. Aujourd'hui, on peut voir que tout le côté ouest du complexe est occupé par un bâtiment résiduel du cloître du monastère de San Potito, composé de sept arches (dont la première est un passage supérieur sur la via Anticaglia). 
Le bâtiment fut sauvé des émeutes de Masaniello et fut utilisé au XIXe siècle comme siège de l'Institut Pontano. Il a ensuite été restauré pour devenir un condominium. Aujourd'hui, les vestiges du monastère de San Potito abritent la galerie d'art contemporain de la Fondation Morra Greco. 
Le palais a accueilli l'amant de la reine Jeanne II de Naples (Giovanni Caracciolo), qui était aussi son majordome. 
L'édifice a récemment fait l'objet d'une restauration massive concernant les façades extérieures et le rez-de-chaussée; à l'intérieur de celui-ci, une série de salles peintes à la fresque par Giacomo del Pò a été mise au jour. 